# Roman Iwanytschuk

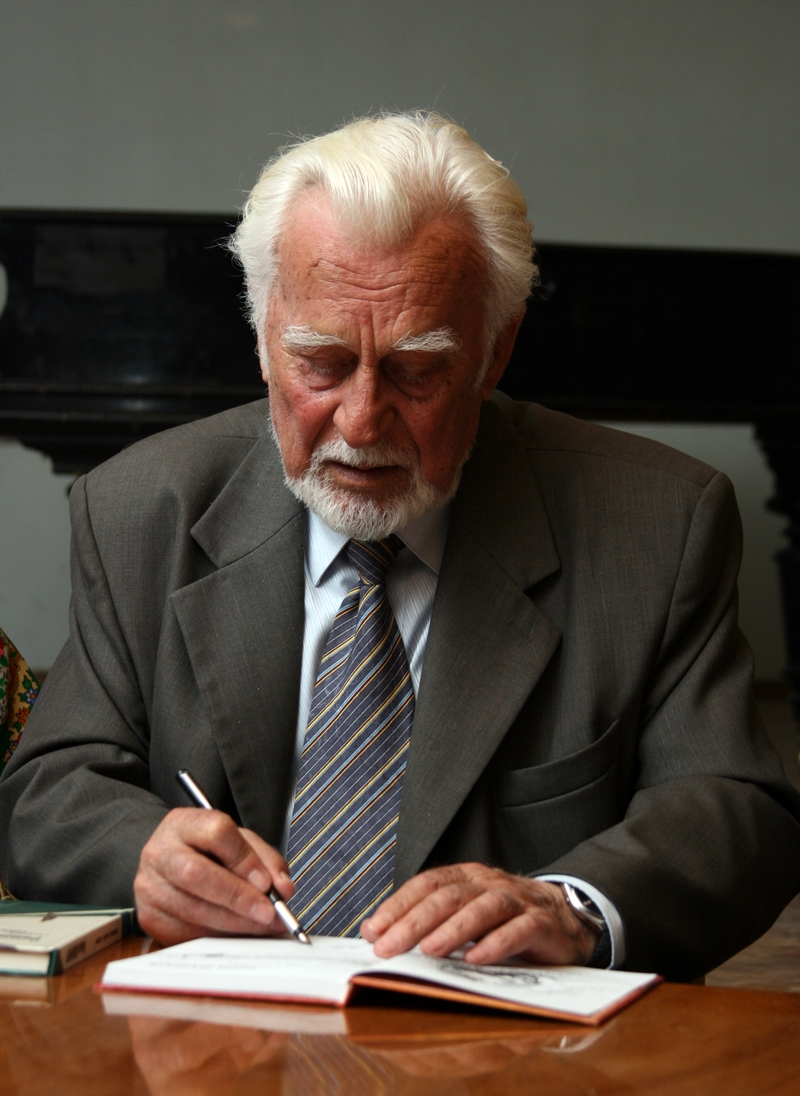
Roman Iwanytschuk 2008

Roman Iwanowytsch Iwanytschuk (ukrainisch Роман Іванович Іваничук; * 27. Mai 1929 in Tratsch, Oblast Iwano-Frankiwsk, Ukrainische SSR; † 17. September 2016 in Lwiw, Ukraine) war ein ukrainischer Schriftsteller, Journalist und Politiker.

## Leben
Roman Iwanytschuk kam im Dorf Tratsch im Osten der Oblast  Iwano-Frankiwsk zur Welt. Sein Vater war Dorfschullehrer und ein Bewunderer des in der Nähe geborenen Schriftstellers Wassyl Stefanyk, der so zum ersten literarischen Mentor Iwanytschuks wurde.
Er besuchte das Gymnasium in Kolomyja und begann 1947 ein Studium an der Universität Lwiw, wurde aber 1949 wegen „antisowjetischer Tätigkeit“ der Universität verwiesen und diente daraufhin drei Jahre in der Sowjetarmee. 1953 durfte er sein Studium fortsetzen und 1957 graduierte er an der Fakultät für Philologie der Universität Lwiw. Im Anschluss an sein Studium lehrte er Ukrainische Sprache und Literatur an einer Schule in Schtschyrez im Rajon Pustomyty der Oblast Lwiw.
1954 wurde sein erster Roman und 1958 seine erste Sammlung von Kurzgeschichten veröffentlicht.
Seit 1960 war er Mitglied des Nationalen Schriftstellerverbandes der Ukraine. 1961 machte er ein Journalismus-Praktikum bei der Armee und zog nach Lwiw, wo er von 1963 an bis 1990 bei der Zeitschrift „Oktober“ als Verantwortlicher für Prosa arbeitete.
Zwischen 1990 und 1994 war Iwanytschuk Abgeordneter der Werchowna Rada, dem ukrainischen Parlament, und seit 1994 war er Professor an der Nationalen Iwan-Franko-Universität Lwiw.
Er starb 87-jährig in Lwiw und wurde dort am 19. September 2016 auf dem Lytschakiwski-Friedhof bestattet.

## Werk (Auswahl)
Roman Iwanytschuk war Autor von 60 Büchern, darunter zahlreiche Sammlungen von Kurzgeschichten und Novellen und etwa 15 historische Romane. Seine Bücher wurden unter anderem in Französisch und Russisch übersetzt.
- 1968 Мальви / Malva
- 1977 Черлене вино / Roter Wein
- 1979 Манускрипт з вулиці Руської / Manuskript der Ruska-Straße
- 1982 Вода з каменю / Wasserstein
- 1984 Четвертий вимір / Die vierte Dimension
- 1985 Четвертий вимір / Siebter Himmel

## Ehrungen
Roman Iwanytschuk erhielt zahlreiche Ehrungen, darunter:
- 2009 Held der Ukraine[3]
- 2006 Verdienstorden der Ukraine 2. Klasse[5]
- 2003 Antonowytsch-Preis
- 1998 Verdienstorden der Ukraine 3. Klasse[3]
- 1985 Taras-Schewtschenko-Preis[3]
- Orden des Roten Banners der Arbeit[3]